# Nederlandse kampioenschappen schaatsen afstanden 2013 - 1000 meter mannen
De 1000 meter mannen op de Nederlandse kampioenschappen schaatsen afstanden 2013 werd gehouden op zondag 11 november 2012 in ijsstadion Thialf te Heerenveen, er namen 24 mannen deel.
Titelverdediger was Stefan Groothuis die de titel pakte tijdens de NK afstanden 2012. Er waren vijf startplaatsen te verdienen voor de wereldbeker schaatsen 2012/2013. Er waren geen beschermde statussen. Zodoende waren de eerste vijf rijders zeker van een startplaats bij de Wereldbeker schaatsen 2012/2013 - 1000 meter mannen bij de eerste drie wedstrijden. Kjeld Nuis won na de 1500 meter een dag eerder ook de 1000 meter nipt voor Hein Otterspeer.
Omdat Rhian Ket en Michel Mulder in exact dezelfde tijd gedeelde vijfde werden, kwam de KNSB voor een probleem te staan wat betreft het toewijzen van de wereldbekertickets. Ket en Mulder kondigden aan de startplekken voor de vijf volgende 1000 meters in goed overleg te verdelen.

## Statistieken

### Uitslag
| #      | Schaatser            | Ploeg                       | tijd       |
| ------ | -------------------- | --------------------------- | ---------- |
| Goud   | Kjeld Nuis           | Brand Loyalty               | 1.09,05    |
| Zilver | Hein Otterspeer      | Team Beslist.nl             | 1.09,11    |
| Brons  | Sjoerd de Vries      | Team Beslist.nl             | 1.09,31    |
| 4      | Pim Schipper         | Brand Loyalty               | 1.09,51    |
| 5      | Rhian Ket            | individueel rijder          | 1.09,72(8) |
| 5      | Michel Mulder        | Team Beslist.nl             | 1.09,72(8) |
| 7      | Stefan Groothuis     | Brand Loyalty               | 1.10,01    |
| 8      | Koen Verweij         | Team Van Veen               | 1.10,02    |
| 9      | Lucas van Alphen     | Project 2018                | 1.10,18    |
| 10     | Maurice Vriend       | Team Van Veen               | 1.10,39    |
| 11     | Ronald Mulder        | Brand Loyalty               | 1.10,44    |
| 12     | Thomas Krol          | individueel rijder          | 1.10,54    |
| 13     | Jesper Hospes        | Team Beslist.nl             | 1.10,98    |
| 14     | Lennart Velema       | APPM Schaatsacademie        | 1.11,36    |
| 15     | Thom van Beek        | Project 2018                | 1.11,37    |
| 16     | Bas Bervoets         | Team Corendon               | 1.11,38    |
| 17     | Lieuwe Mulder        | Gewest NH/U                 | 1.11,42    |
| 18     | Kai Verbij           | Jong Oranje                 | 1.11,47    |
| 19     | Frank Hermans        | Project 2018                | 1.11,67    |
| 20     | Karsten van Zeijl    | Team Corendon               | 1.11,76    |
| 21     | Pepijn van der Vinne | Team Corendon               | 1.12,05    |
| 22     | Remco Olde Heuvel    | Team Telstar Sport/Primagaz | 1.12,53    |
| 23     | Jesper van Veen      | Gewest NH/U                 | 1.12,80    |
| DQ     | Guus Baan            | Gewest Overijssel           | DQ         |

DQ = gediskwalificeerd

### Loting
| Rit | Binnenbaan           | Buitenbaan        |
| --- | -------------------- | ----------------- |
| 1   | Jesper van Veen      | Lennart Velema    |
| 2   | Pepijn van der Vinne | Thom van Beek     |
| 3   | Karsten van Zeijl    | Bas Bervoets      |
| 4   | Guus Baan            | Lieuwe Mulder     |
| 5   | Rhian Ket            | Koen Verweij      |
| 6   | Jesper Hospes        | Kai Verbij        |
| 7   | Maurice Vriend       | Lucas van Alphen  |
| 8   | Thomas Krol          | Frank Hermans     |
| 9   | Pim Schipper         | Ronald Mulder     |
| 10  | Hein Otterspeer      | Remco Olde Heuvel |
| 11  | Stefan Groothuis     | Sjoerd de Vries   |
| 12  | Kjeld Nuis           | Michel Mulder     |

1987 · 
1988 · 
1989 · 
1990 · 
1991 · 
1992 · 
1993 · 
1994 · 
1995 · 
1996 · 
1997 · 
1998 · 
1999 · 
2000 · 
2001 · 
2002 · 
2003 · 
2004 · 
2005 · 
2006 · 
2007 · 
2008 · 
2009 · 
2010 · 
2011 · 
2012 · 
2013 · 
2014 · 
2015 · 
2016 · 
2017 · 
2018 · 
2019 · 
2020 · 
2021 · 
2022 · 
2023 · 
2024 · 
2025